# Glen J. Kuban
Glen Jay Kuban (* 1957 nahe Cleveland, Ohio) ist ein US-amerikanischer Biologe. Bekannt wurde er aufgrund seiner umfangreichen Arbeiten zu den Paluxy-River-Fußspuren.

## Leben
Glen J. Kuban wurde nahe Cleveland geboren, wo er auch aufwuchs. 1979 schloss er sein Studium der Biologie am College of Wooster mit dem Grad Bachelor of Arts (B.A.) ab. Zudem verfügt er auch über eine Lehrerlaubnis.
Er war Vorsitzender der Fossil Society des Cleveland Museum of Natural History und arbeitete für verschiedene Unternehmen als Programmierer. Kuban ist außerdem Mitglied in der American Scientific Affiliation und der Mid-America Paleontology Society.
Kuban interessierte sich schon früh für Paläontologie sowie anhaltende Evolution-Kreationismus-Debatten. Nach eigenen Angaben sollen seine jahrelangen Arbeiten über die Paluxy-River-Fußspuren keinen Angriff auf den Kreationismus oder das Christentum darstellen, sondern vielmehr Missverständnisse und Fehlinterpretationen der versteinerten Fußabdrücke aus dem Weg räumen. 1986 präsentierte er seine Ergebnisse auf dem First International Symposium on Dinosaur Tracks and Traces in Albuquerque, welche auch als Buch veröffentlicht wurden. Seit Beginn seiner Arbeiten über die Fußspuren veröffentlichte er eine Reihe von Artikeln, die online abrufbar sind.
Glen Kuban zog 2001 nach Texas, wo er an verschiedenen High Schools Biologie und Chemie unterrichtete. Während dieser Zeit kartierte er Dinosaurier-Spuren in Texas und weiteren Staaten. Zurzeit arbeitet er als freier Paläontologe und stellt in einem eigenen Betrieb Abgüsse von Fossilien her.

## Die Paluxy-River-Fußspuren

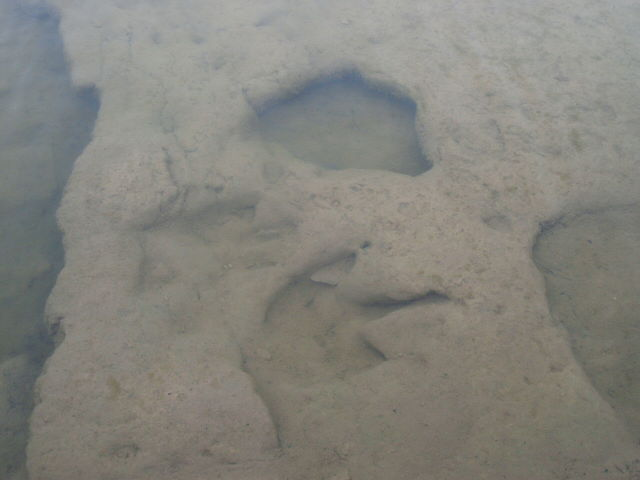
Saurierspuren im Bachbett des Paluxy River

Diese Spuren umfassen zahlreiche dreizehige Abdrücke, die dem Theropoden Acrocanthosaurus zugeschrieben werden. Daneben existieren sehr viele Fährten, die deutlich größer und rundlich sind und von Sauropoden stammen (wahrscheinlich Pleurocoelus).

Manche der Abdrücke wurden von Kreationisten aufgrund ihres Aussehens fälschlicherweise als menschlich angesehen. Diese Behauptungen wurden jedoch aufgrund detaillierter Untersuchungen widerlegt. Zudem stellten sich manche aufgrund anatomischer Unkorrektheiten als simple Fälschungen heraus.
Seit 1980 beschäftigt sich Kuban intensiv mit den bei Glen Rose gefundenen Fußspuren.
Aufmerksam wurde er auf diese angeblich von Menschen stammenden Abdrücke, nachdem er in einer kreationistischen Veröffentlichung darüber gelesen hatte. Um sich selbst einen Eindruck verschaffen zu können, reiste er mit seinem Freund Tim Bartholomew nach Glen Rose. Dort fanden sie jedoch keine versteinerten Fußabdrücke von Menschen, sondern von Dinosauriern. Oftmals waren nur noch die breiteren Spuren der Mittelfußknochen übrig geblieben; die schmaleren der Zehen waren aufgrund von Erosion, Sedimentfüllungen oder Schlammeinbruch scheinbar verschwunden. Verfärbungen an den Spuren weisen jedoch auf die ursprünglich dreizehigen Abdrücke hin.